# Pytia

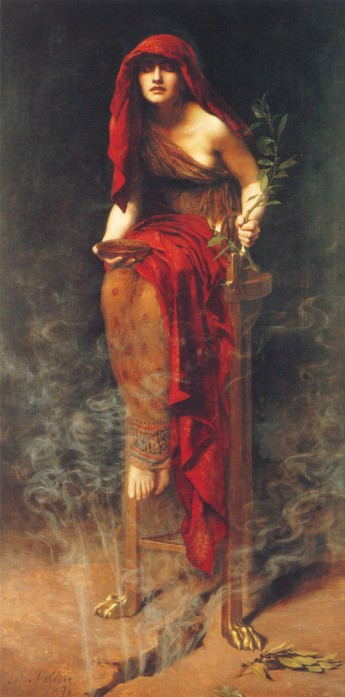
John Collier, Kapłanka delficka

Pytia (stgr. Πυθία (ἱέρεια) Pythía (hiéreia) „pytyjska (domyślnie: kapłanka)” ) – kapłanka w świątyni Apollina w Delfach, przepowiadająca przyszłość .
Pytie wybierane były przez kapłanów i wychowywane przy świątyni od dzieciństwa. Gdy udzielały przepowiedni, siadały na trójnogu, nad szczeliną w ziemi, z której wydobywały się wyziewy . Przypuszcza się jednak, że wspomniane wyziewy pochodziły ze spalanych kadzideł, mających odurzyć pytię i wprowadzić ją w trans (ekstazę) .
Pytia znajdująca się w stanie transu wypowiadała luźne słowa, które kapłani wykorzystywali do układania odpowiedzi, stanowiącej przepowiednię . Odpowiedzi te formułowane były zwykle w formie heksametru, choć niekiedy zawierającego pomyłki pod względem metrum czy stylu, co bardzo dziwiło Greków, jako że Apollo był bogiem poezji.
Określenie pytia stosowane jest przenośnie względem osób, które się wypowiadają w sposób niejasny, wieloznaczny bądź zagmatwany; używa się także wyrażenia pytyjska odpowiedź.